# I Need You Tonight (canção de Junior M.A.F.I.A.)
"I Need You Tonight" é o segundo single lançado do álbum de estreia do grupo Junior M.A.F.I.A., Conspiracy (1995). A versão do álbum conta com vocais de Faith Evans no refrão, ao passo que na versão lançada como single, a cantora Aaliyah assume o refrão.

## Antecedentes
A faixa foi produzida por DJ Clark Kent e contém samples de "I Wonder If I Take You Home" de Lisa Lisa and Cult Jam e "Remind Me" de Patrice Rushen.

## Clipe
No videoclipe, os membros e Aaliyah estão numa festa de piscina na casa de Kim enquanto ela viaja para a Colômbia para negociar com um lorde das drogas. O ator Thomas Mikal Ford da sitcom Martin também aparece no clipe.

## Recepção
Apesar de "I Need You Tonight" não ter obtido o mesmo sucesso que os outros dois singles do álbum, a canção chegou a se tornar um pequeno hit em três paradas diferentes da Billboard.

## Tabelas musicais
| Tabelas musicais (1995)                                          | Melhor posição |
| ---------------------------------------------------------------- | -------------- |
| Estados Unidos - Bubbling Under Hot 100 (Billboard)              | 1              |
| Estados Unidos - Hot Dance Music / Maxi-Single Sales (Billboard) | 5              |
| Estados Unidos - Hot Rap Songs (Billboard)                       | 12             |
| Estados Unidos - Hot R&B/Hip-Hop Songs (Billboard)               | 43             |
| Reino Unido - UK Singles Chart (OCC)                             | 66             |